# Usine Renault ACI du Mans
Renault Le Mans est une usine du groupe automobile Renault, créée en 1920. Elle n'est réellement entrée en activité qu'à partir de 1938 : fabrication pour l'armée de chars légers, tracteurs agricoles. Détruite par les bombardements alliés en 1943, l'usine reprend son activité à la Libération : tracteurs agricoles, châssis. L'activité tracteurs agricoles est revendue à Claas en 2004. Elle a une superficie de 76 hectares dont 30 hectares de bâtiments et 32 hectares de voiries. Elle est implantée dans la zone industrielle sud de la ville du Mans à proximité de la rocade. Le site se trouve à environ 2 km du centre-ville. La rivière de la Sarthe se trouve à moins d'un kilomètre du site.
Cette usine Renault réunit des activités de fonderie, d'emboutissage, de formage des matériaux, d'usinage, de soudage, de peinture (cataphorèse) et de montage. Elle dispose également d'un Centre Technique Châssis (CTC), de laboratoires d'essais et de prototypage sur l'ensemble des organes châssis qu'elle conçoit.

## Historique
- 1920 : création de l'usine Renault du Mans par Louis Renault ;
- 1920-1940 : construction de l'atelier, la fonderie, la forge, les machines-outils ;
- 1941 : l'usine devient la plus importante de la Sarthe avec environ 1 500 salariés ;
- 1949 : l'usine emploie 3 600 personnes ;
- 1962 : 4e semaine de congé payés ;
- 1970 : l'usine du Mans compte 10 281 salariés ;
- 1972 : lancement de la Renault 5 ;
- 1992 : Louis Schweitzer devient le PDG ;
- 1993 : création de la F.L.M (Fonderie Le Mans) ;
- 1997 : vente de l'activité transmissions, comprenant le matériel et les ouvriers, au japonais New Technology Network, qui construit une usine à Allonnes pour accueillir l'activité[1] ;

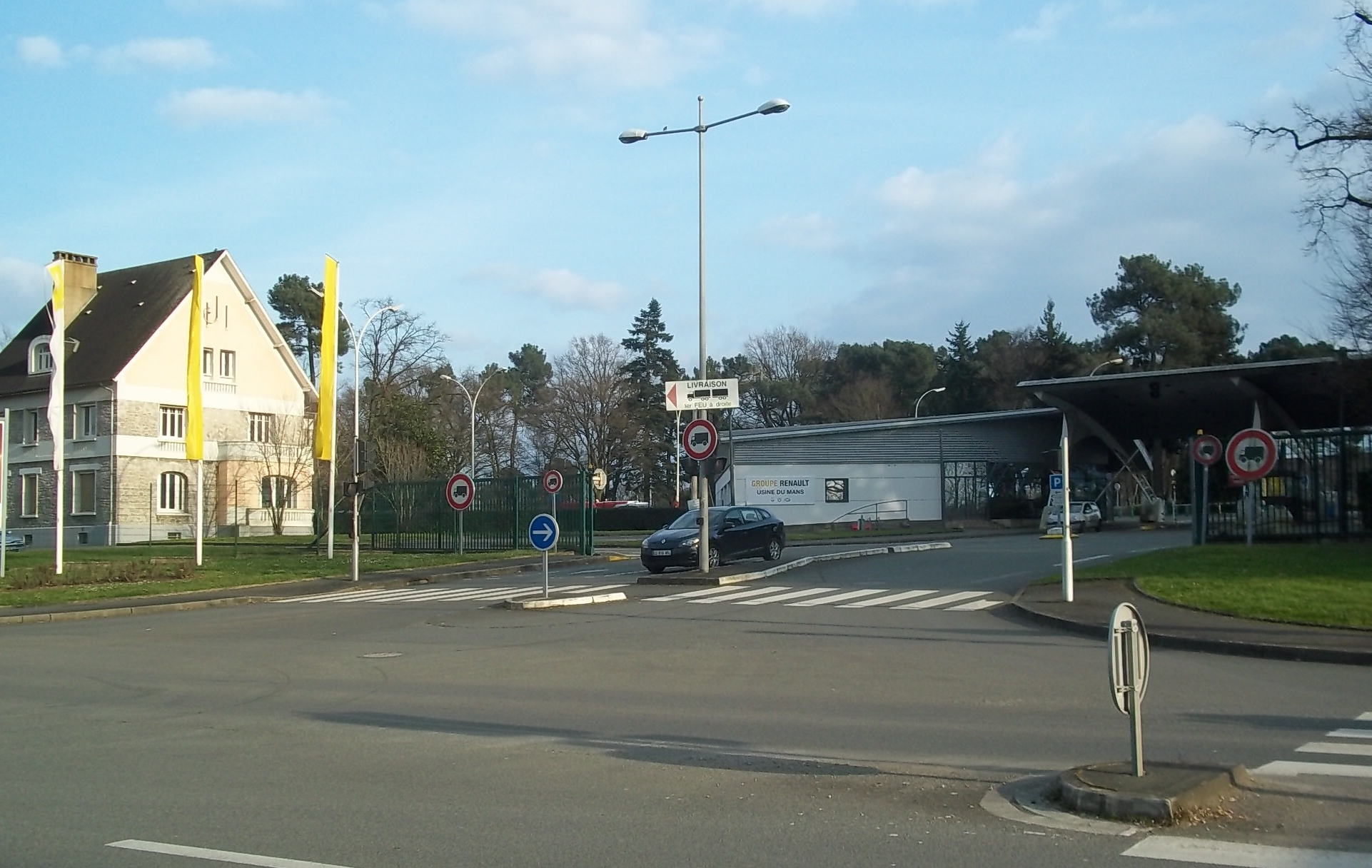
Entrée de l'usine Renault Le Mans

- 1999 : Renault Le Mans devient ACI Le Mans (Auto Châssis International) une société par actions simplifiée (S.A.S.). ACI, jeune équipementier, compte toutefois près d’un siècle d’expérience acquise au sein du constructeur automobile. Plus de cent millions de véhicules ont été équipés de ses systèmes de liaisons au sol.
- 2000 : ACI Le Mans et FLM (Fonderie Le Mans) sont certifiés EAQF (garantie de la qualité des moyens de manutention), et ISO 9001.
- 2004 : Renault Le Mans devient le siège social  de l’ensemble des sites « châssis » de Renault.
- 2005 : Nomination de Carlos Ghosn à la présidence du groupe Renault.
- 2006 : ACI ou, à nouveau, Renault Le Mans, se recentre uniquement sur les activités châssis du groupe Renault-Nissan, en retrouvant le giron de Renault.

On trouvera ci-après des précisions sur l'histoire du site. 
Auto Châssis International (ACI) est né le 1er janvier 1999 du regroupement de l’ensemble des ressources d’ingénierie (Le Mans et Technocentre), de fabrication, d’achat et de commercialisation de pièces de châssis produites par Renault. 
Cette mutation avait pour objectif la recherche d’une efficacité maximale et d’une dimension mondiale. 
Employant environ 4 000 personnes, ACI dispose de deux sites principaux en France, Le Mans et Villeurbanne, et d’un tissu industriel et commercial réparti à travers le monde : en Allemagne, aux États-Unis, au Japon, au Brésil, en Espagne, en Roumanie, en Slovénie, en Turquie et au Mexique.